# Yasuhiro Nomoto
Yasuhiro Nomoto (japanisch 野本 安啓 Nomoto Yasuhiro; * 25. Juni 1983 in der Präfektur Niigata) ist ein ehemaliger japanischer Fußballspieler.

## Karriere
Nomoto erlernte das Fußballspielen in der Schulmannschaft der Niigata Technical High School. Seinen ersten Vertrag unterschrieb er 2002 bei JEF United Ichihara. Der Verein spielte in der höchsten Liga des Landes, der J1 League. 2005 wechselte er zu Albirex Niigata (Singapur). 2006 wechselte er zum Zweitligisten Consadole Sapporo. Im Juli 2006 wechselte er zu New Wave Kitakyushu. Im Oktober 2006 wechselte er zu Fagiano Okayama. Am Ende der Saison 2008 stieg der Verein in die J2 League auf. Im Juli 2011 wechselte er zum Drittligisten V-Varen Nagasaki. 2012 wechselte er zum Ligakonkurrenten Blaublitz Akita. Ende 2012 beendete er seine Karriere als Fußballspieler.